# Diogo de Torralva
Diogo de Torralva (c. 1500 — 1566) foi um arquiteto ativo em Portugal no século XVI. Não se sabe exatamente a sua proveniência, apontando-se como hipóteses tanto o Piemonte como a Espanha (poderá existir relação com o arquiteto plateresco Alonso de Toralba, ativo em Cáceres), podendo ainda ser português.
Ocupa uma posição destacada na arquitetura portuguesa no período de transição entre o renascimento e o maneirismo. Foi responsável pelo Claustro de D. João III no Convento de Cristo em Tomar, um dos expoentes máximos do maneirismo português e europeu.

## Biografia / Obra

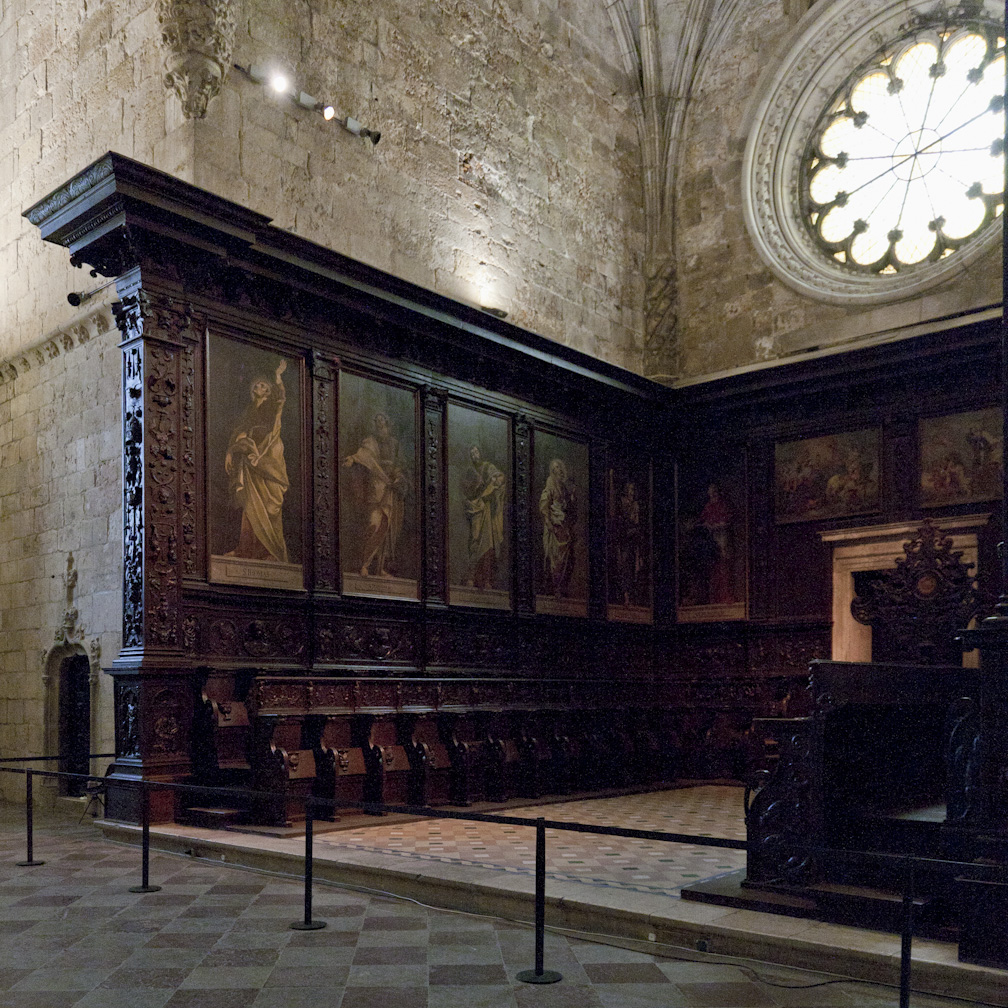
Cadeiral, Mosteiro dos Jerónimos

Torralva soube integrar-se plenamente no espírito do seu tempo; foi um estudioso (nomeadamente do tratado do arquiteto romano Vitrúvio, publicado em 1486), tendo sido responsável pela edição do tratado Medidas del Romano, de Diego de Sagredo (1541 e 1542), e embora nada se saiba sobre viagens que possa ter realizado, presume-se que poderá ter estado em contacto, direto e atualizado, com a arquitetura italiana do seu tempo (nomeadamente a de Sebastiano Serlio e de Andrea Palladio).
A sua primeira obra conhecida em Portugal, o túmulo de D. Luís da Silveira na capela-mor da Igreja Matriz de Góis (de Diogo de Castilho), data de 1529. Em 1534 desposou a filha de Francisco de Arruda e, nesse mesmo ano, foi nomeado «Mestre das obras régias». Em 1548 sucedeu a Francisco de Arruda no cargo de «Mestre de todas as obras da Comarca do Alentejo e dos Paços de Évora» e foi nomeado «medidor» de todos os trabalhos régios. Foi ainda cavaleiro da Ordem de Avis.
Em 1534-1538 trabalhou na Torre do Outão, Setúbal, estando depois assinalada a sua intervenção no Convento da Madre de Deus em Lisboa, embora não se saiba ao certo se interveio apenas enquanto medidor ou se participou no claustro principal. Sucedeu a Francisco de Arruda na renovação da Quinta da Bacalhoa, Azeitão; entre as suas intervenções nesta propriedade de D. Brás de Albuquerque, destaque-se a loggia de arcadas (Vítor Serrão coloca dúvidas relativamente a esta atribuição).

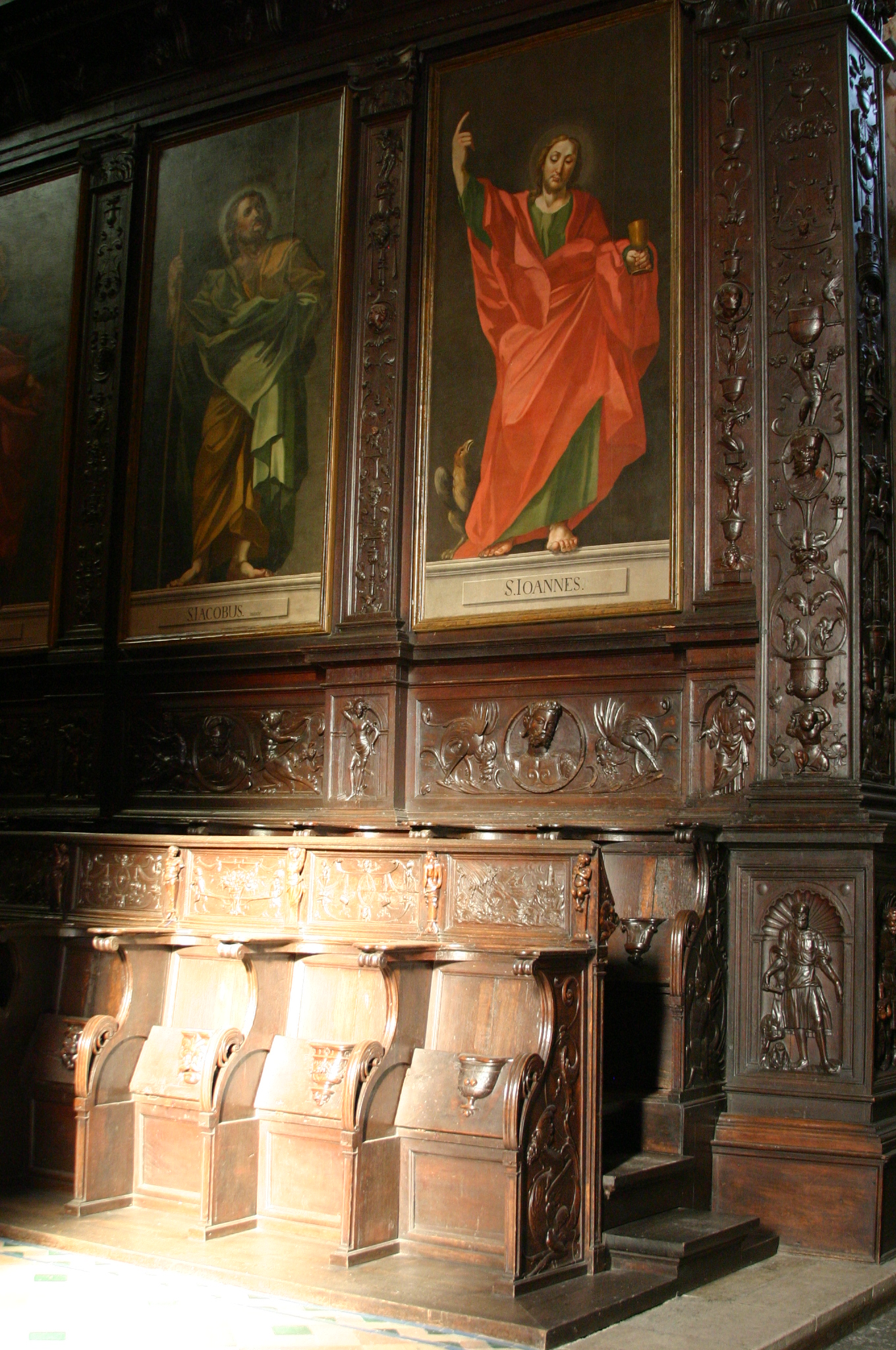
Cadeiral, Mosteiro dos Jerónimos

Registou-se a presença deste arquiteto na praça-forte de Mazagão para escolher o sítio, discutir o plano da nova fortaleza, iniciar a obra e inspecionar o seu progresso (1537; 1541).
Foi-lhe atribuída a autoria do Convento do Bom Jesus de Valverde, perto de Évora, embora essa atribuição tenha sido contestada (segundo estudos mais recentes a traça será de Miguel de Arruda e a construção de Mestre Manuel Pires). 
Embora não haja confirmação documental a esse respeito, por volta de 1549 poderá ter terminado a Ermida de Santo Amaro em Lisboa (presumivelmente iniciada por Diogo de Castilho), inspirada numa gravura de Serlio, onde explorou (com base tratadística) uma solução de planta centrada. Surge depois, em 1551, como mestre encarregado da nova capela-mor do Mosteiro dos Jerónimos (terminada mais tarde por Jerónimo de Ruão), para a qual terá provavelmente realizado esboços preparatórios; ainda nesse templo foi responsável pela conclusão do claustro castilhiano e projetou o cadeiral maneirista do coro-alto.

### Claustro de D. João III, Convento de Cristo
Em 1554 Diogo de Torralva é designado «mestre das obras» do Convento de Cristo em Tomar, onde sucedeu a João de Castilho, realizando aí aquela que é considerada a sua obra-prima, o Claustro Grande ou Claustro de D. João III. A obra seria prolongada depois da sua morte por Francisco Lopes, sendo os acabamentos finais realizados por Filipe Terzi já em tempo da dominação filipina. Peça cimeira na arquitetura europeia do século XVI, este claustro traduz a assimilação precoce dos mais eruditos valores maneiristas.
Esta edificação revela um domínio absoluto da linguagem clássica e a natural influência dos Livros III e IV de Serlio (assim como de obras inspiradoras como a villa imperial de Pesaro, Itália), mas a conceção de Torralva ajusta-se às particularidades do programa tomarense. "A obra interpreta um mesmo sintagma clássico, e cria uma conjunção de um tramo inferior de um arco, a que se sobrepõe no piso superior uma «serliana», com o seu arco central enquadrado por duas colunas que sustentam uma arquitrave de cada lado. Este ritmo é acrescido no piso térreo de um dispositivo inédito: na frente aberta para a crasta, Torralva duplica as pilastras. As ordens clássicas adotadas são duas, segundo a disposição vitruviana: a jónica em cima e a dórica no piso térreo. O resultado é um corpo de galerias de uma transparência diáfana, que faz jus à luminosidade grácil, dócil  [...] , reverberada pela pedra branda de cor quente. [...] Os valores de luz e sombra são acentuados pelo jogo de cromatismo das superfícies, que empregam maioritariamente o calcário amarelo, em contraste com o mármore negro dos planos reentrantes".

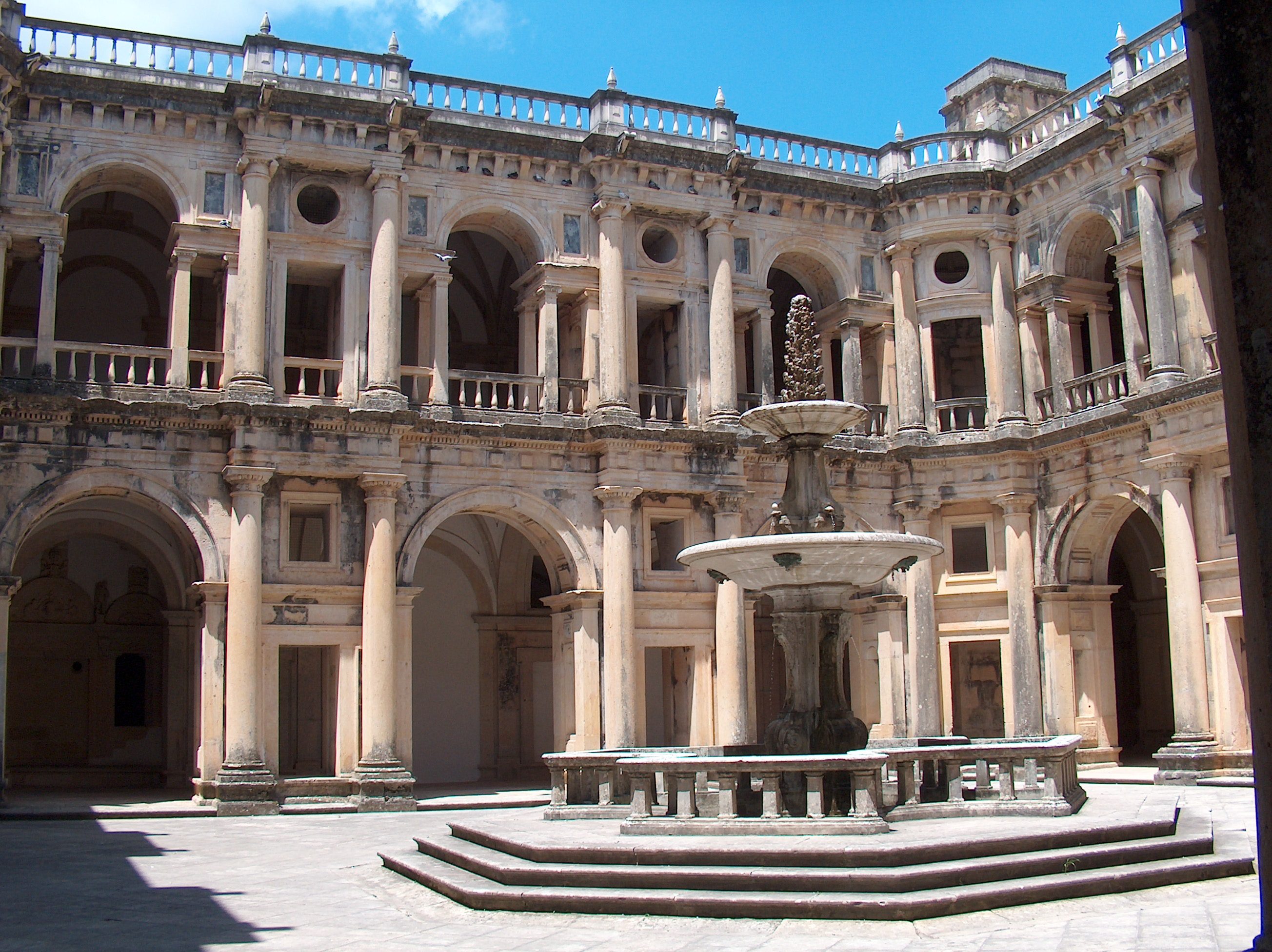
Claustro de D. João III
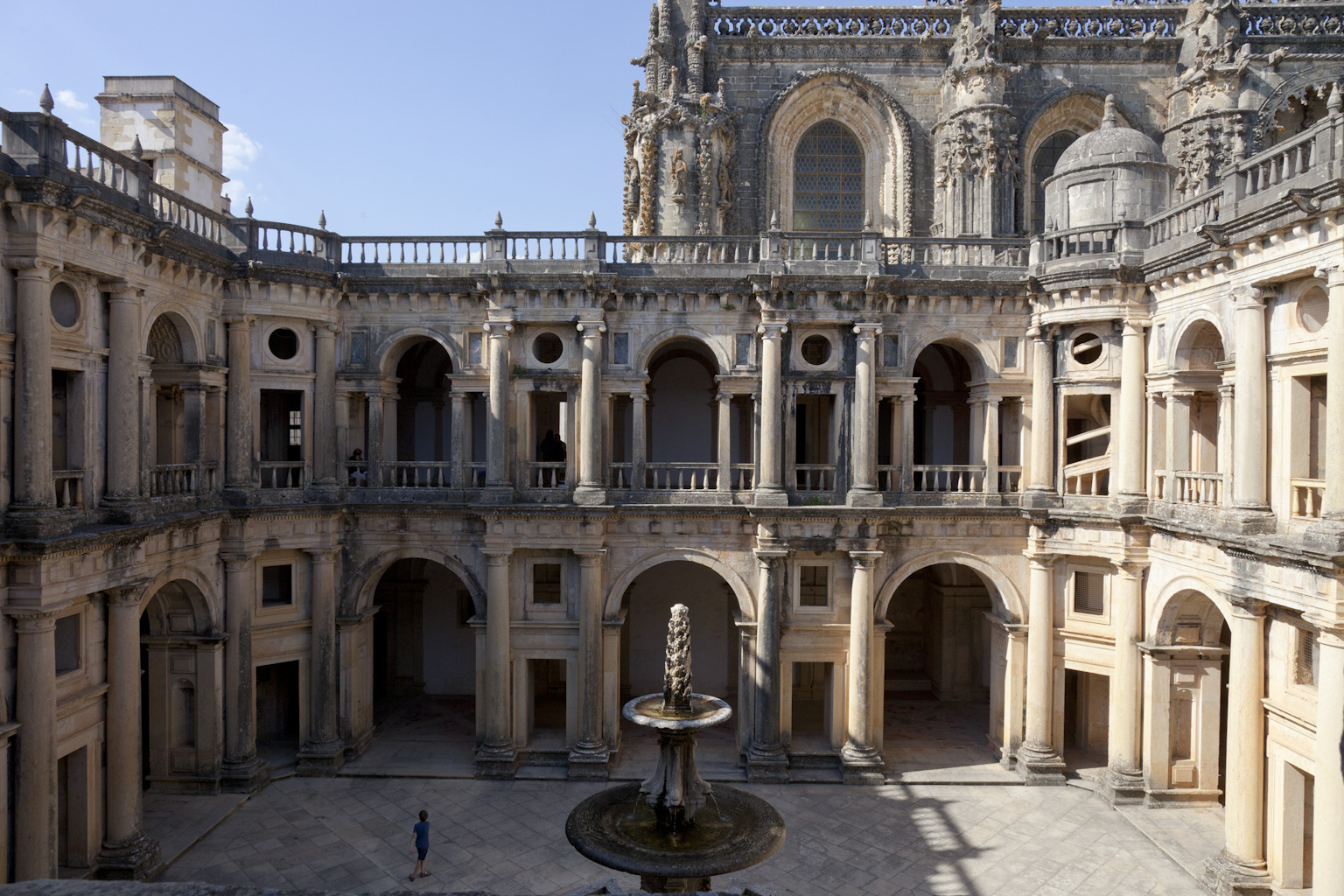
Claustro de D. João III
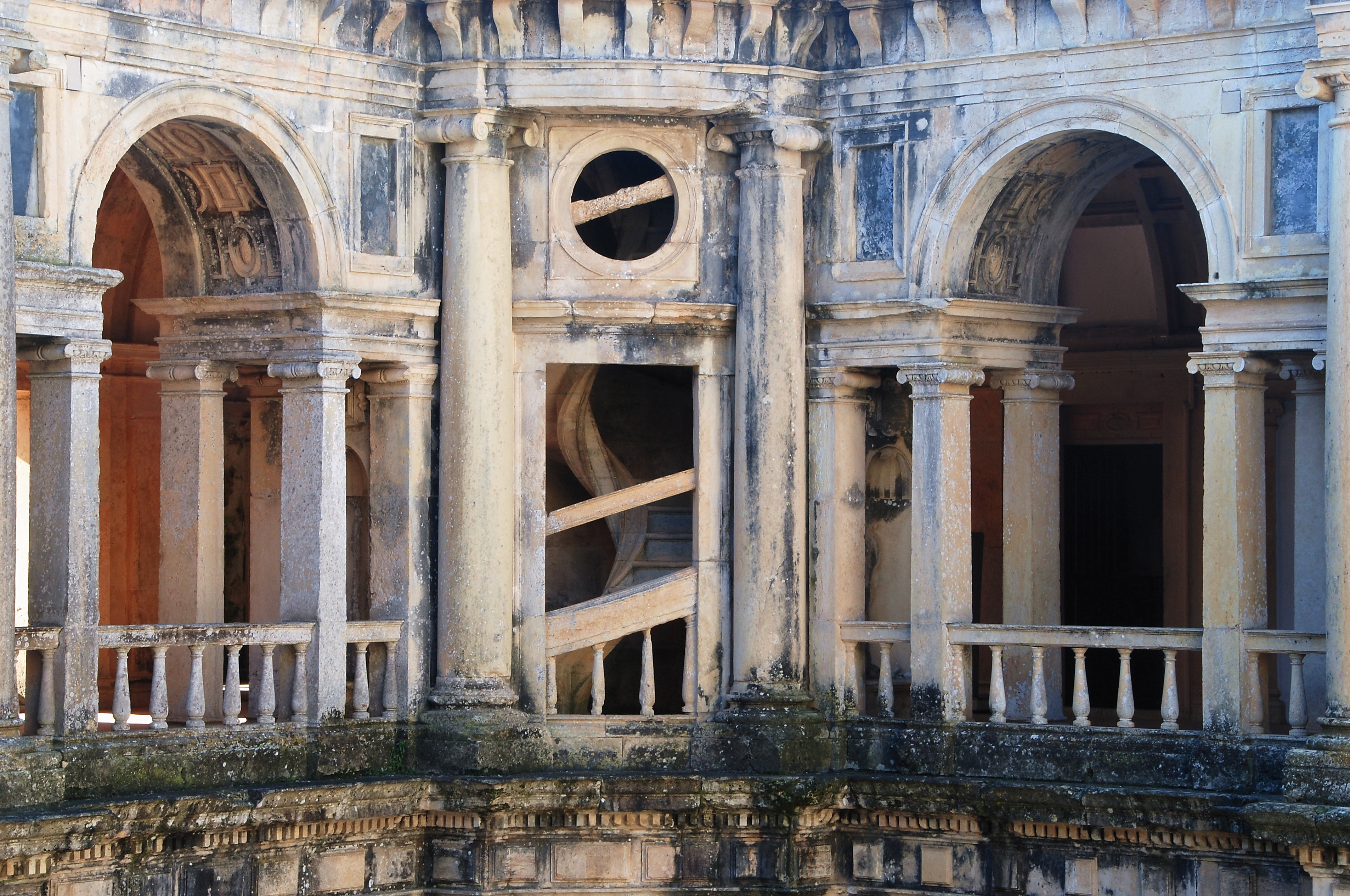
Claustro de D. João III
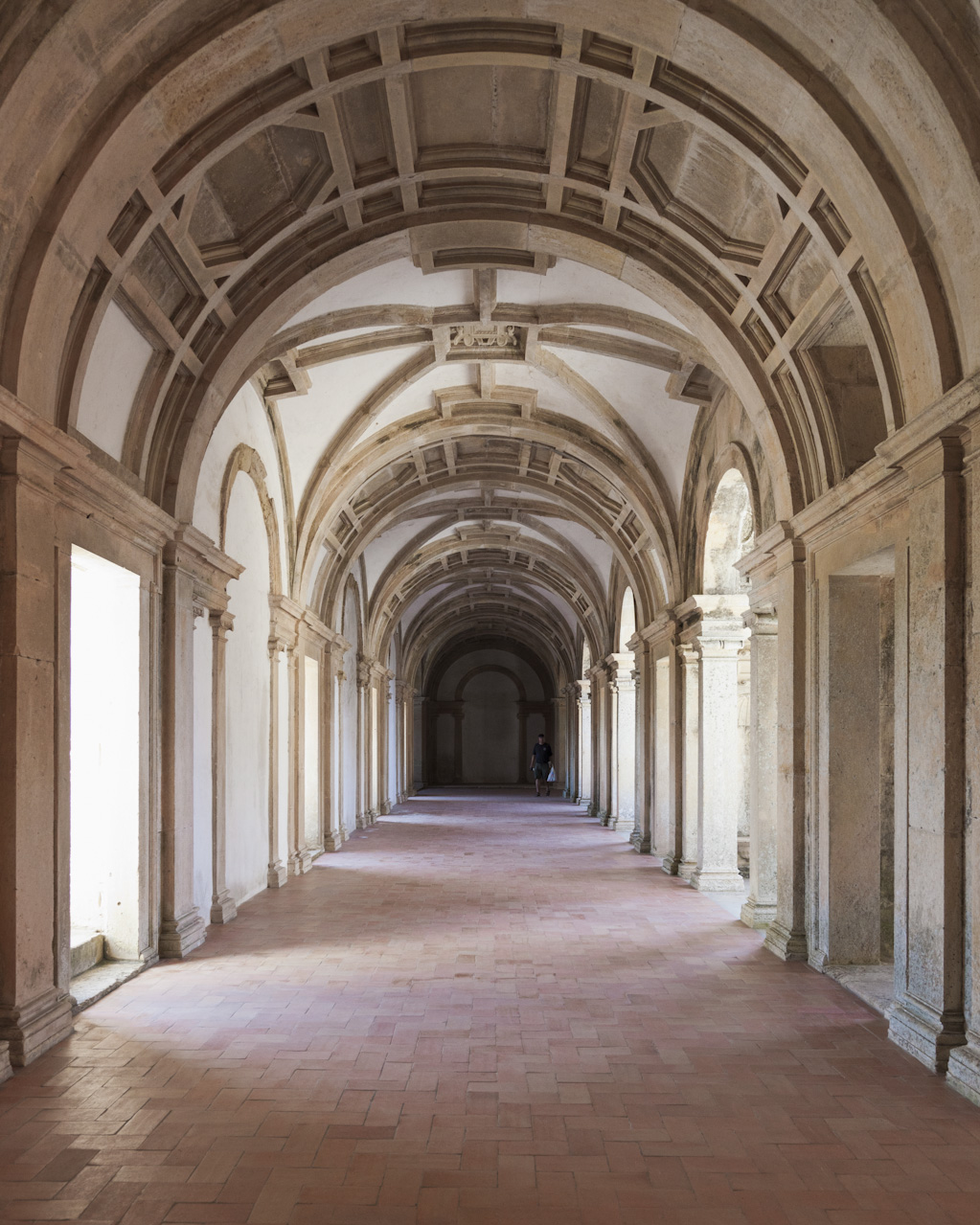
Claustro de D. João III
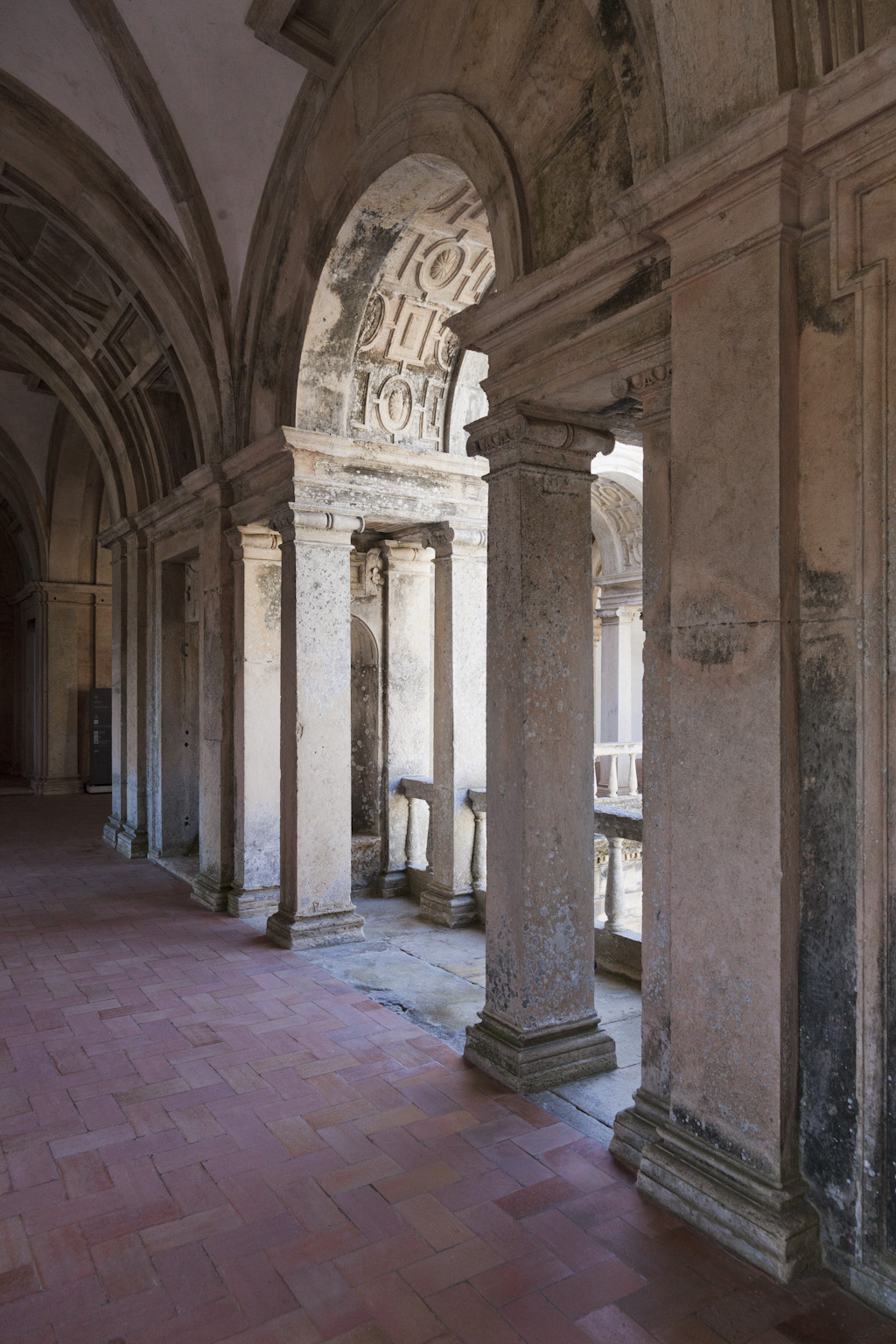
Claustro de D. João III